# Sender Völklingen
Der Sender Völklingen ist eine Sendeanlage zur Ausstrahlung von Hörfunksignalen. Er befindet sich auf dem Hoheberg südwestlich des Stadtteils Wehrden der Stadt Völklingen und versorgt die umliegenden Gebiete. Als Antennenträger kommt ein Sendeturm in der Bauart eines freistehenden Betonturms zum Einsatz.
Ursprünglich wurde er von der Deutschen Bundespost erbaut und gehört heute zur Deutschen Funkturm GmbH, einer Tochtergesellschaft der Deutschen Telekom AG.
In zirka 2,5 km Entfernung befindet sich der Sender Wehrden des Saarländischen Rundfunks.

## Frequenzen und Programme

### Analoger Hörfunk (UKW)
Zurzeit gibt es auf dem Turm folgende analoge Hörfunksender:
| Frequenz (MHz) | Programm                | RDS PS   | RDS PI | Regionalisierung | ERP (kW) | Antennendiagramm rund (ND)/gerichtet (D) | Polarisation horizontal (H)/vertikal (V) |
| -------------- | ----------------------- | -------- | ------ | ---------------- | -------- | ---------------------------------------- | ---------------------------------------- |
| 88,6           | Deutschlandradio Kultur | DKULTUR_ | D220   | –                | 0,1      | D (20–160°)                              | H                                        |

### Analoges Fernsehen (PAL)
Vor der Umstellung auf DVB-T liefen hier die folgenden analogen TV-Sender:
| Kanal | Frequenz (MHz) | Programm              | ERP (kW) | Antennendiagramm rund (ND)/ gerichtet (D) | Polarisation horizontal (H)/ vertikal (V) |
| ----- | -------------- | --------------------- | -------- | ----------------------------------------- | ----------------------------------------- |
| 24    | 495,25         | ZDF                   | 0,1      | D                                         | H                                         |
| 36    | 591,25         | VOX                   | 0,1      | D                                         | H                                         |
| 55    | 743,25         | SR Fernsehen          | 0,1      | D                                         | H                                         |
| 57    | 759,25         | Das Erste (SR)        | 0,1      | D                                         | H                                         |
| 60    | 783,25         | Saar TV (davor Sat.1) | 0,1      | D                                         | H                                         |